# Vịt
Vịt là tên gọi phổ thông cho một số loài chim thuộc họ Vịt (Anatidae) trong bộ Ngỗng (Anseriformes). Các loài này được chia thành một số phân họ trong toàn bộ các phân họ thuộc họ Anatidae. Vịt chủ yếu là một loài chim nước, sống được ở cả vùng nước ngọt lẫn nước mặn, có kích thước nhỏ hơn so với những loài bà con của chúng là ngan, ngỗng, và thiên nga.
Vịt có chiếc mỏ dẹp rất lợi hại trong việc bắt các loài sinh vật nhỏ sống dưới nước như thực vật thủy sinh, côn trùng, các động vật lưỡng cư, động vật thân mềm có kích thước nhỏ như sò, hến, đặc biệt, hệ tiêu hóa mạnh giúp chúng có thể ăn được cả đỉa... ngoài ra, cỏ và các loài thực vật dưới nước cũng là thức ăn của loài vịt.
Tuy nhiên, đôi lúc, vịt cũng thường hay quấy nhiễu những "người họ hàng" xung quanh như chim lặn, gà nước, sâm cầm...
Phần lớn loài vịt thường không bay được vào thời kỳ thay lông, chúng phải nhờ những bà con bảo vệ, cung cấp đầy đủ thức ăn trong suốt thời gian này. Để an toàn hơn nữa, loài vịt có thói quen di trú trước khi bước vào gian đoạn thay lông.
Một vài loài vịt sinh sản ở những vùng ôn hòa, Bắc Cực, thường di cư; số khác ở vùng nhiệt đới cũng có thói quen này, tuy nhiên tất cả các loài vịt đều có tập tính này. Loài vịt đặc trưng ở Úc, nơi có những cơn mưa lớn thất thường, rất thích đến ở những hồ, ao nhỏ để tránh các cơn mưa nặng hạt.

## Một số loài vịt trên thế giới
Vịt lặn và vịt biển thường to hơn so với vịt dabbling nhưng điều đó cũng khiến chúng gặp khó khăn khi bay lên.
Vịt Dabbling thường kiếm mồi trên bề mặt nước, hoặc những vùng nước mà chúng có thể bắt mồi mà không phải lặn hoàn toàn trong nước; ngoài ra, trên đất liền cũng là nơi kiếm mồi của chúng. Loài vịt này còn có một tấm sừng nằm trong chiếc mỏ dẹp, giúp chúng có thể giữ con mồi và lọc nước ra ngoài.
Một số giống vịt độc đáo như vịt mào, vịt mỏ nhọn, vịt biển còn có khả năng bắt được các loài cá lớn.
Vịt Bắc Kinh (danh pháp khoa học: Anas platyrhynchos domestica, hoặc Anas peking) là một giống vịt nhà sử dụng chủ yếu để lấy thịt vịt và trứng vịt. Đây là giống vịt cho thịt nổi tiếng và được nuôi ở nhiều trên thế giới và là nguyên liệu để làm món ăn trứ danh vịt quay Bắc Kinh. 

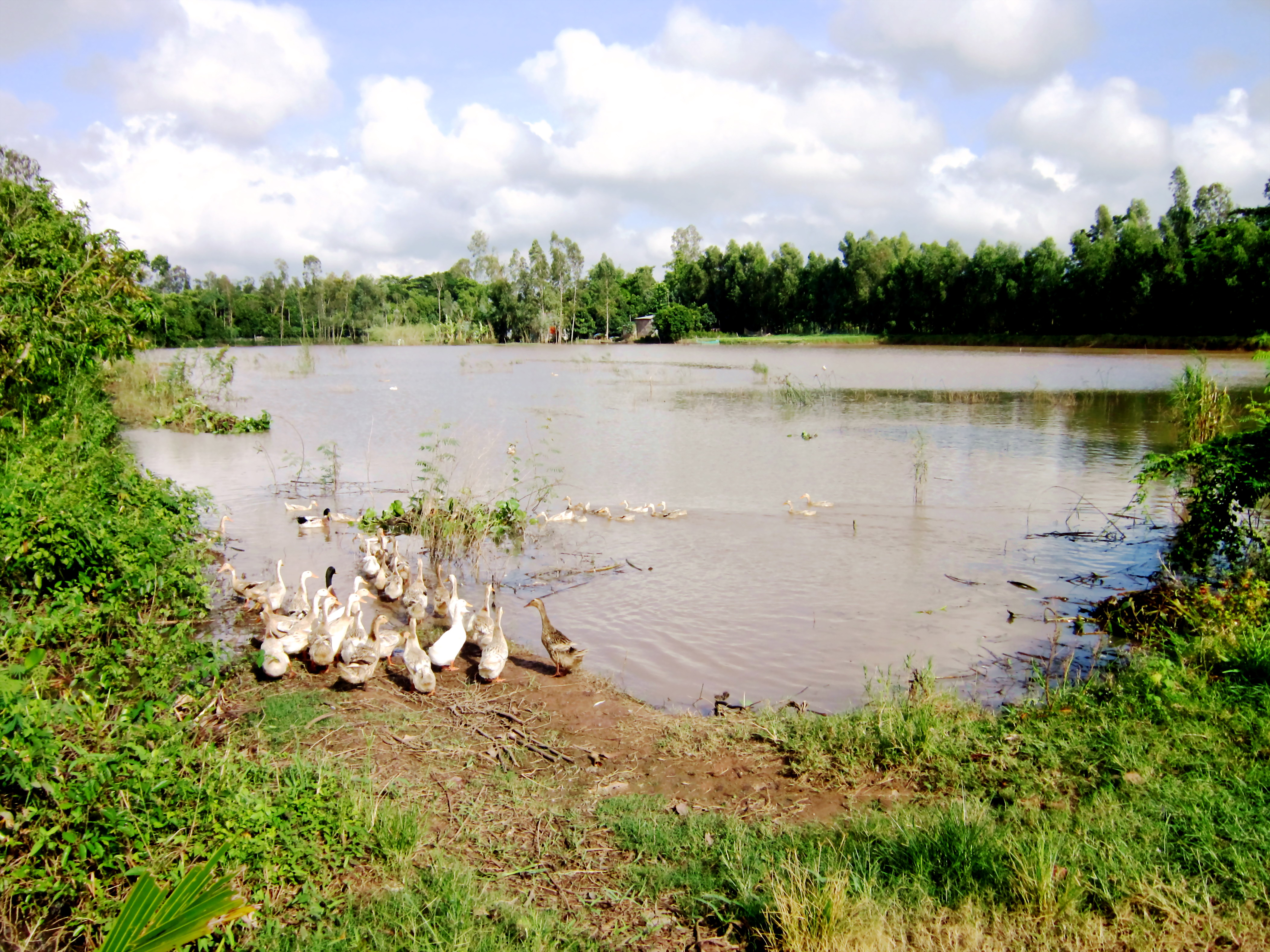
Vịt nuôi trên ao hồ ở miền Nam Việt Nam

## Săn bắt, thuần hoá vịt
Ở nhiều khu vực trên thế giới, vịt hoang (bao gồm cả loài vịt đồng thoát ra khỏi sự nuôi nhốt), thường bị săn bắn, giăng bẫy để phục vụ cho con người (làm thực phẩm hoặc xuất hiện các môn thể thao giải trí).
Vịt nhà có rất nhiều giá trị kinh tế, chúng cung cấp cho con người thịt, trứng, lông. Ngoài ra, vịt còn được dùng để nuôi nhốt như một loài chim kiểng, hay phục vụ các màn xiếc trong Sở thú. Hầu hết các loài vịt đều được thuần hóa từ loài vịt cổ xanh (Anas platyrhynchos) ở vùng Mallard. Nhiều loài vịt ngày nay có kích cỡ lớn hơn so với thủy tổ của chúng (chiều dài từ cổ đến đuôi của chúng vào khoảng 12 inch tức khoảng 30 cm).

## Sự hài hước của vịt
Vào năm 2002, nhà tâm lý học Richard Wiseman và đồng nghiệp tại Trường Đại học Hertfordshire (Vương quốc Liên hiệp Anh và Bắc Ireland) đã hoàn thành một nghiên cứu dài hạn LaughLab và kết luận rằng, trong thế giới động vật, vịt là biểu tượng của sự hài hước và ngớ ngẩn; ông nói: "Khi bạn muốn kể các câu chuyện cười về các loài vật, tốt nhất bạn hãy chọn hình ảnh con vịt làm đề tài". Trong thế giới giải trí, có rất nhiều nhân vật hoạt hình là một con vui tươi, ngốc nghếch như Vịt Daffy, Vịt Daisy, Vịt Donald, Vịt Ludwig Von Drake. Vịt Quacker,.... Ngoài ra, người ta còn gọi vịt là "kẻ nói nhiều" bởi vịt vốn kêu rất to và tiếng kêu cứ như đang lảm nhảm.
Vịt cũng được dùng trong thuật ngữ tin vịt để chỉ những "tin không đúng sự thật" mà báo chí truyền thông đưa ra. Nó xuất xứ từ làng báo châu Âu hồi thế kỷ 17, đưa ra những tin có ghi chú ở cuối là "NT" (tiếng Latin: non testatum: không thẩm tra, hoặc not true: không thật) để giải trí. Sau đó người ta nhận ra phát âm của "NT" là "ente" và trong tiếng Đức có nghĩa là "vịt", từ đó ra đời thuật ngữ "tin vịt", dịch lại sang tiếng Pháp là "canard" .
Hình tượng vịt què (lame duck)  hiện được dùng để chỉ chính khách hết quyền lực, ví dụ tổng thống đương nhiệm trong thời kỳ chuẩn bị đến ngày chuyển giao quyền lực cho tổng thống mới đã bầu. Nghĩa đen của nó thì rõ rằng vịt què không có khả năng theo kịp đàn và sẽ bị thải loại .

## Hình ảnh

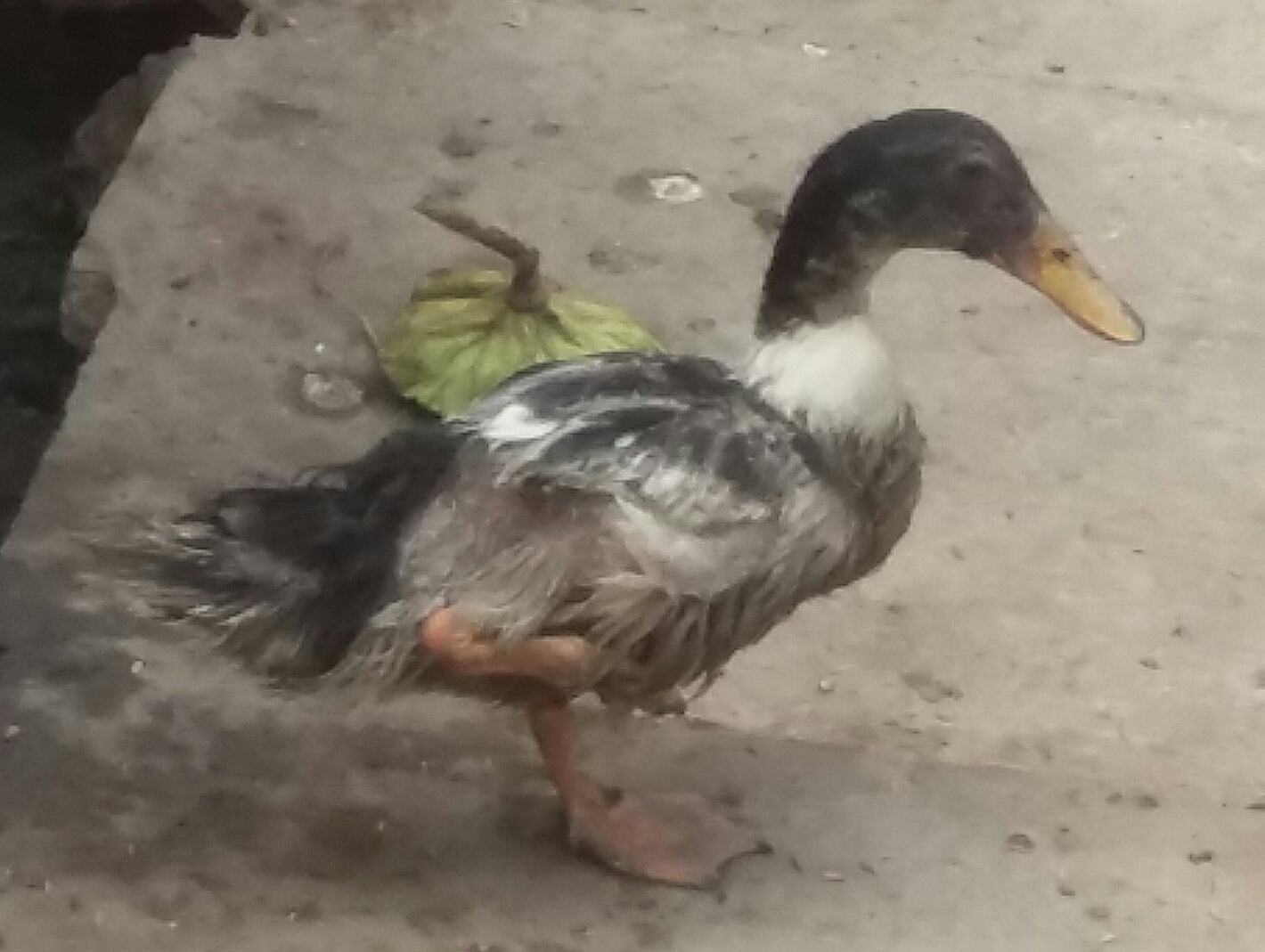
Một con vịt nhà
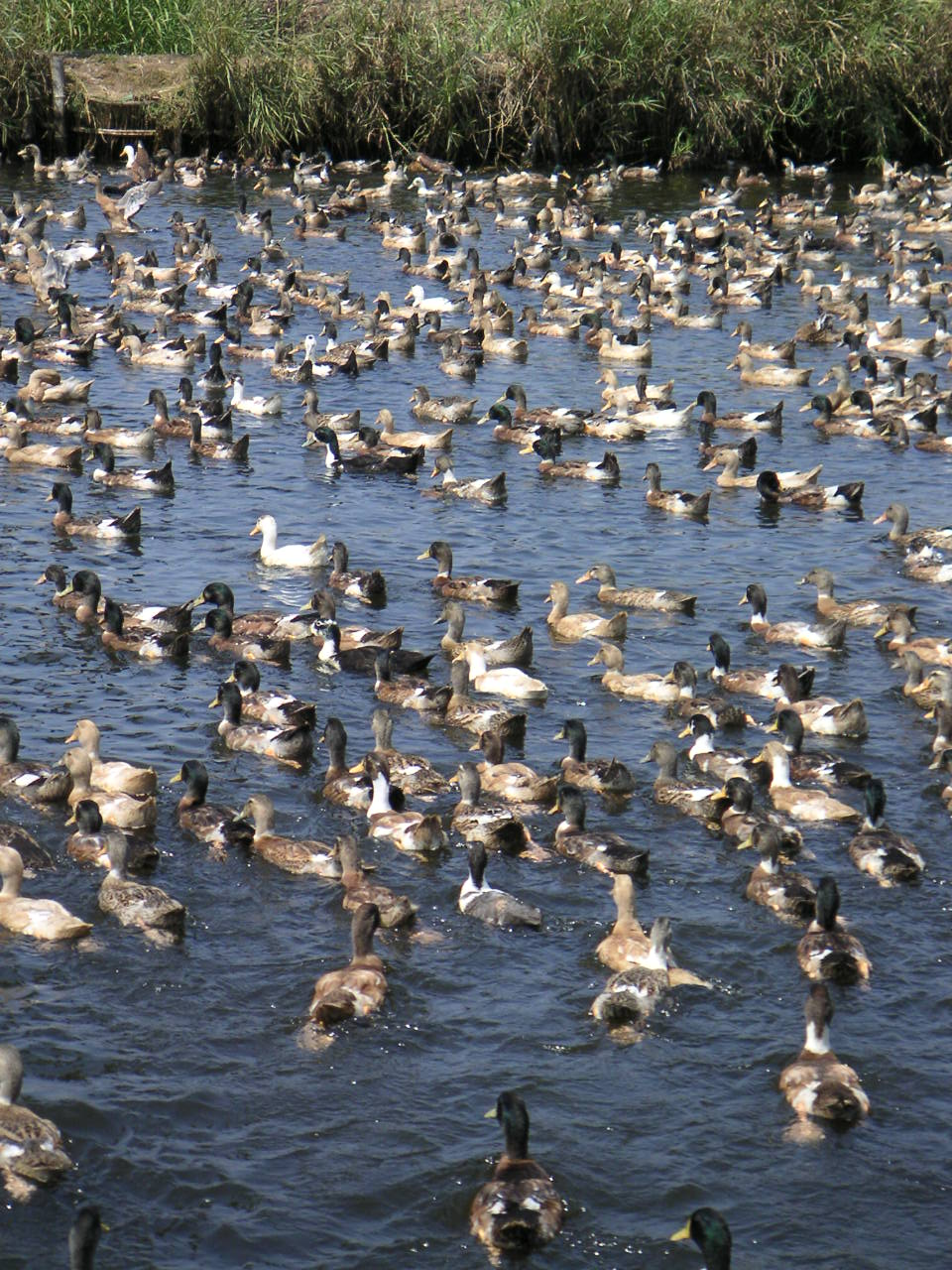
Vịt trên hồ
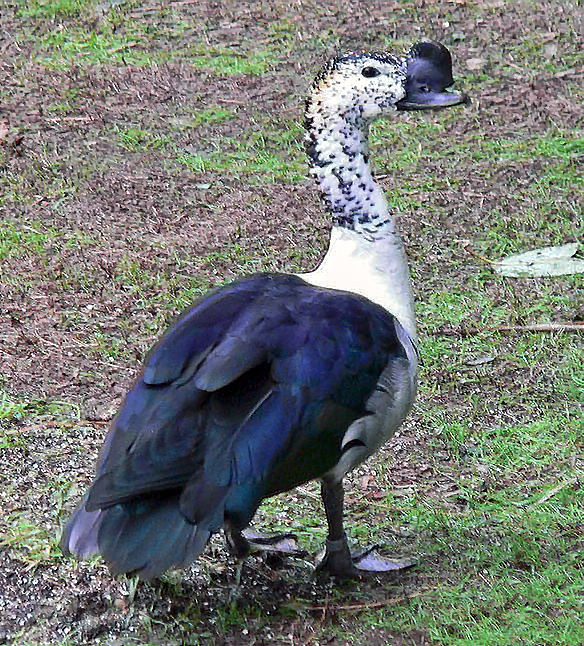
Vịt mồng châu Phi
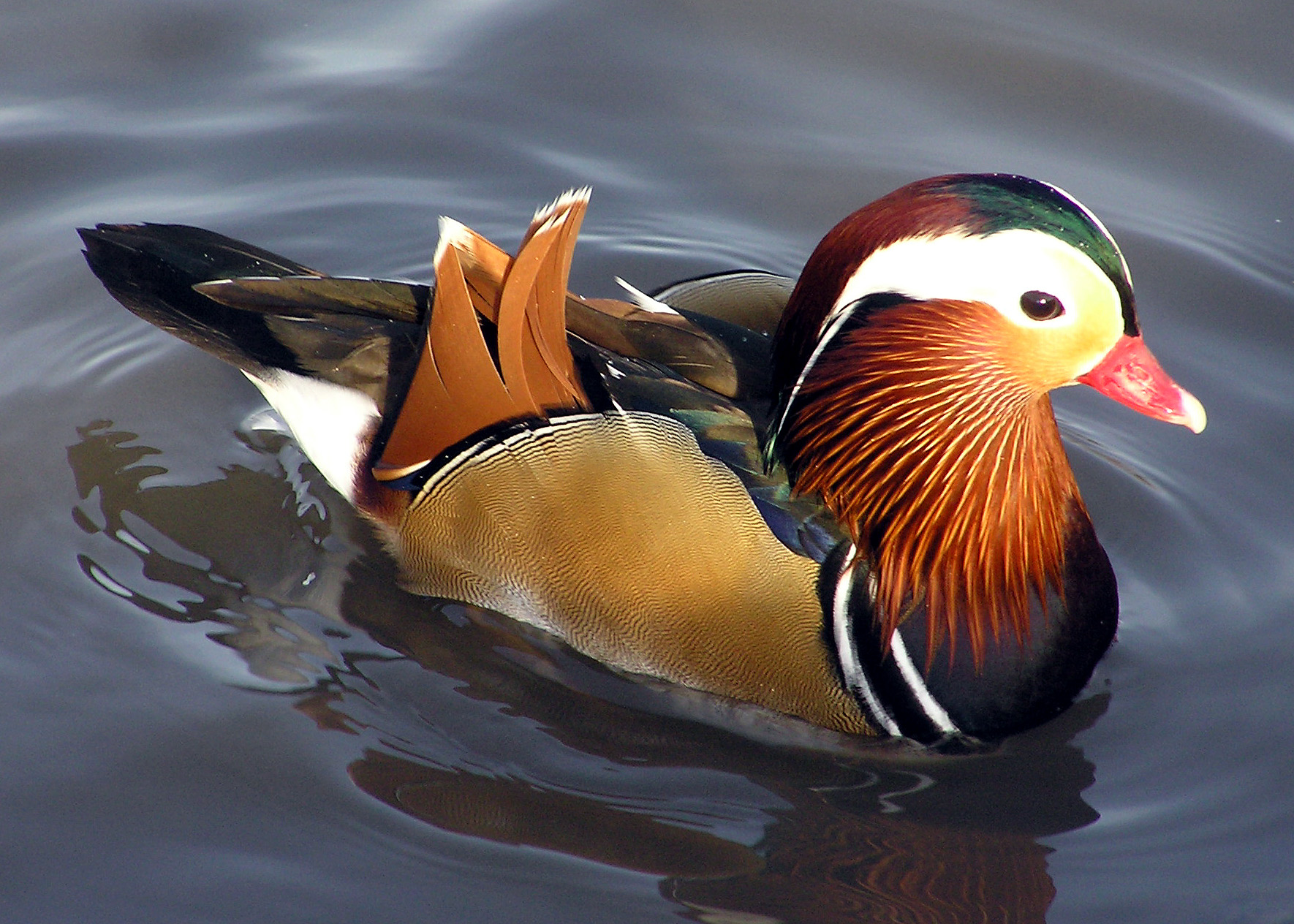
Uyên ương trống
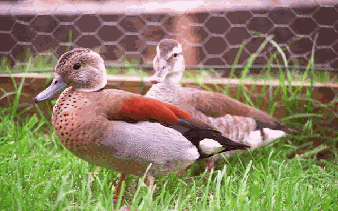
Callonetta leucophrys
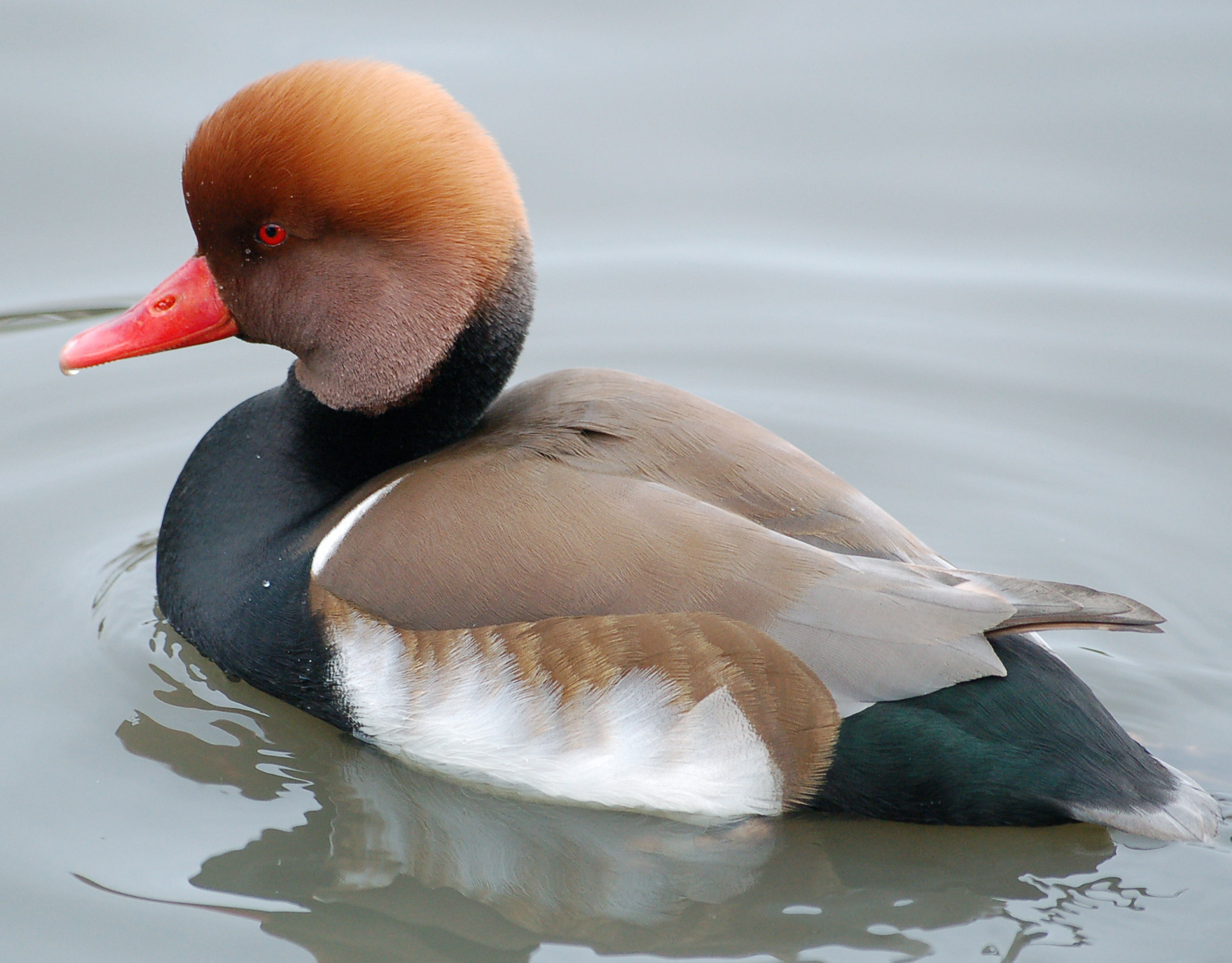
Vịt lặn mào đỏ
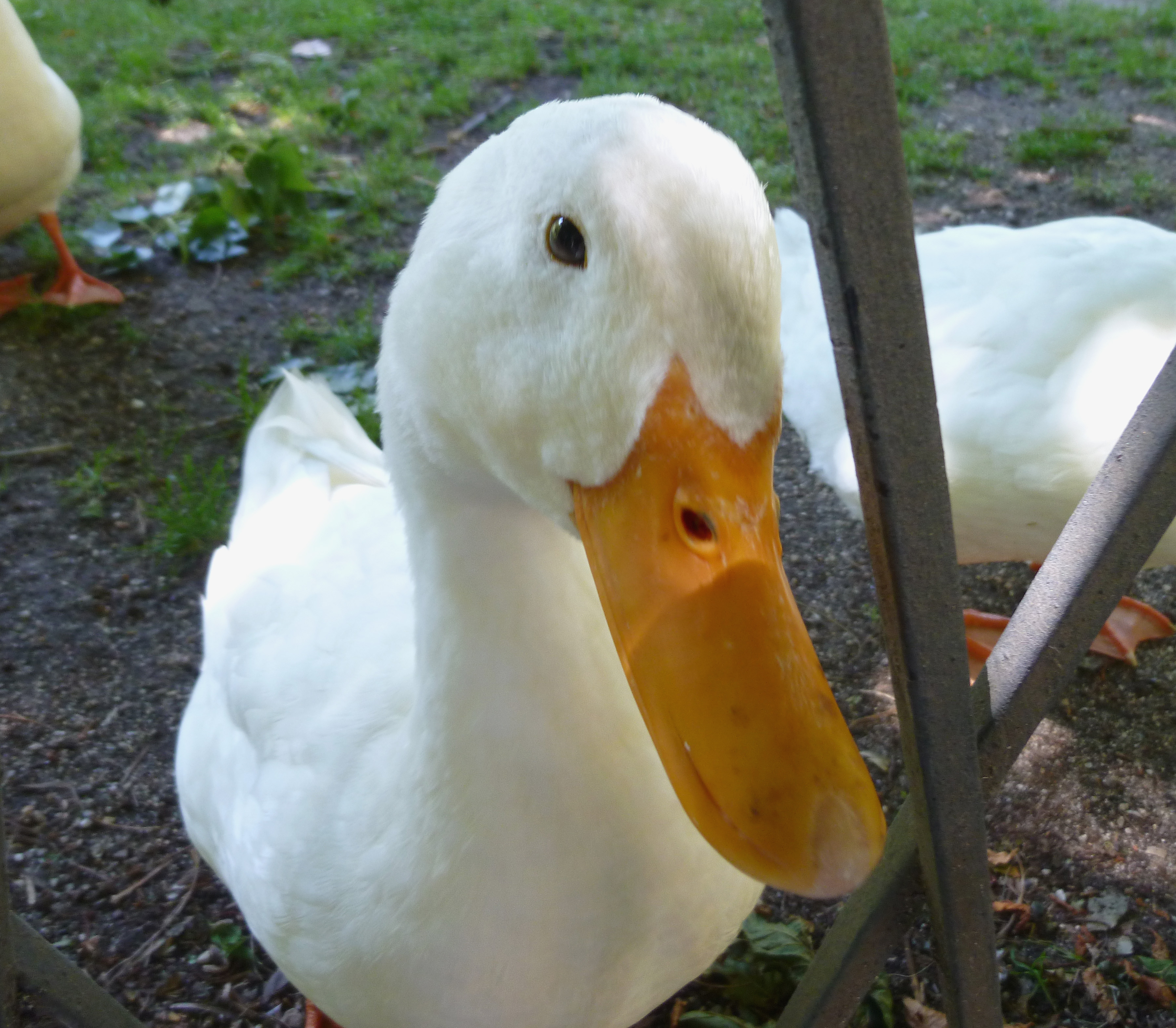
Vịt Bắc Kinh
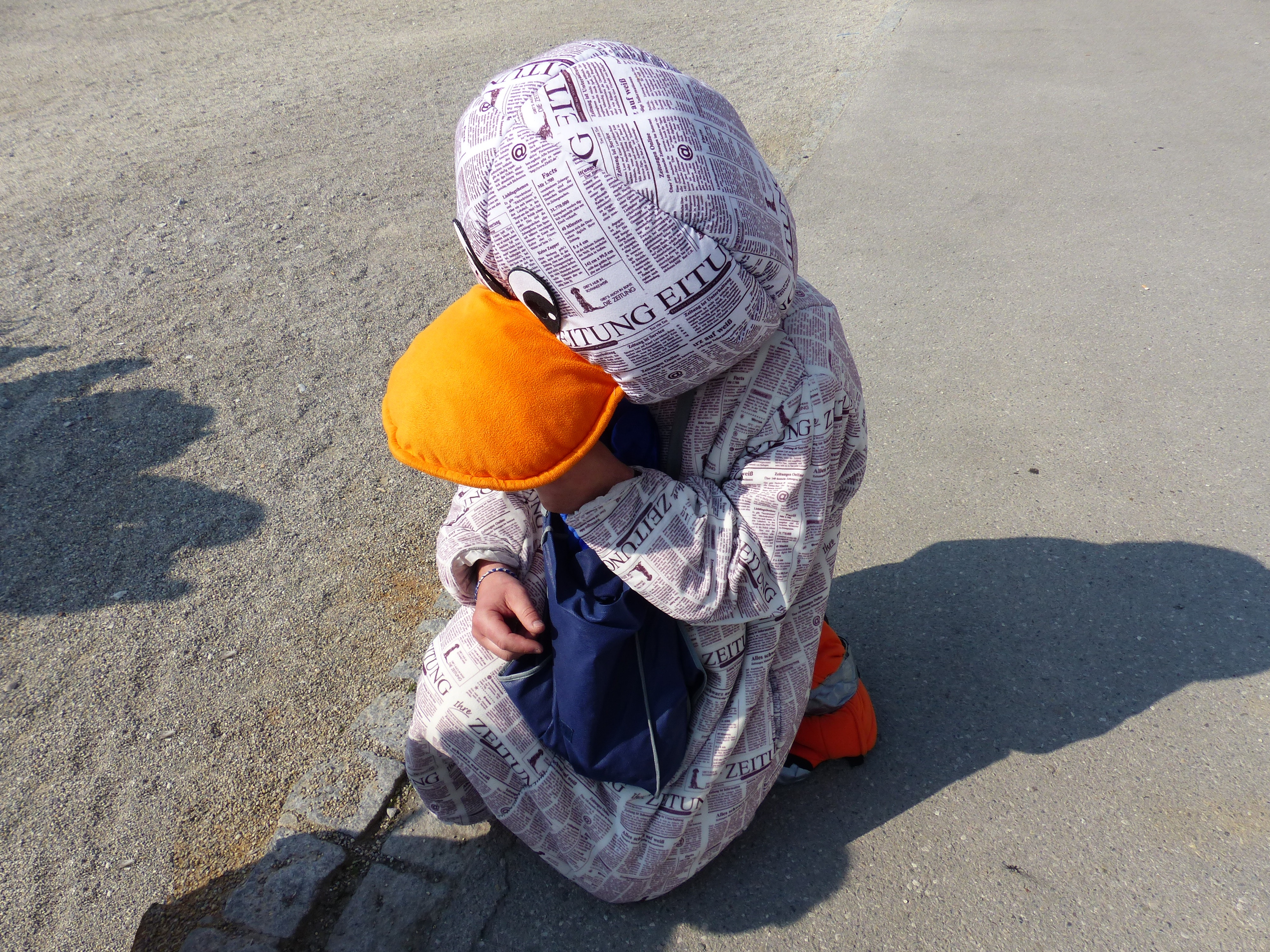
Biểu tượng tin vịt